# ديك دالي (ملحن)
ديك دالي (بالإنجليزية: Dick Dale)‏ هو عازف قيثارة ومنتج أسطوانات وملحن أمريكي، ولد في 4 مايو 1937 في بوسطن في الولايات المتحدة، وتوفي في 16 مارس 2019 في لوما ليندا في الولايات المتحدة بسبب قصور القلب.

## وصلات خارجية
- الموقع الرسمي
- ديك دالي على موقع EncyclopediaOfSurfing.com (الإنجليزية)
- ديك دالي على موقع IMDb (الإنجليزية)
- ديك دالي على موقع الموسوعة البريطانية (الإنجليزية)
- ديك دالي على موقع ميوزك برينز (الإنجليزية)
- ديك دالي على موقع إن إن دي بي (الإنجليزية)
- ديك دالي على موقع أول ميوزيك (الإنجليزية)
- ديك دالي على موقع ديسكوغز (الإنجليزية)
- ديك دالي على موقع ديسكوغز (الإنجليزية)
- ديك دالي على موقع قاعدة بيانات الفيلم (الإنجليزية)
- ديك دالي على موقع كينوبويسك (الروسية)